# マイカ・ガルシア・ゴドイ
マイカ・ガルシア・ゴドイ（Maica García Godoy）ことマリア・デル・カルメン・ガルシア・ゴドイ（María del Carmen García Godoy、1990年10月17日 - ）は、スペイン・カタルーニャ州バルセロナ県バルセロナ出身の女子水球選手。ポジションはセンターフォワード。水球女子スペイン代表。

## 経歴

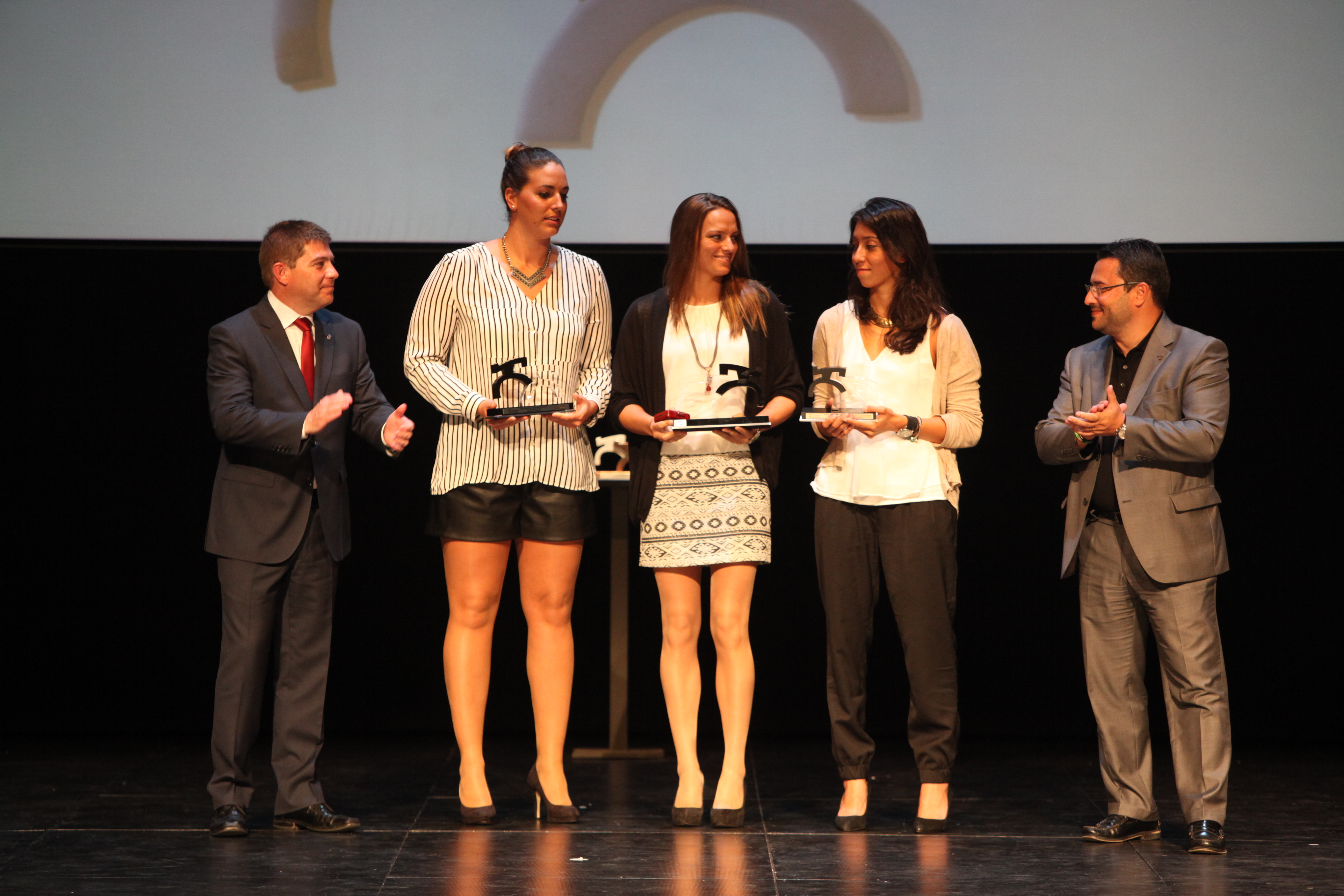
2013年のガルシア（左から2人目）

2012年にはイギリスで開催されたロンドンオリンピック水球競技に出場し、水球女子スペイン代表は銀メダルを獲得した。スペイン代表はグループリーグを1位で通過した後に、準々決勝で水球女子イギリス代表を、準決勝で水球女子ハンガリー代表を倒したものの、決勝で水球女子アメリカ合衆国代表に敗れている。
2014年にはハンガリーのブダペストで開催されたヨーロッパ水球選手権で金メダルを獲得した。同年にはヨーロッパの最優秀選手賞であるLEN年間最優秀水球選手賞を受賞した。
2019年に韓国の光州市で開催された世界選手権では銀メダルを獲得した。2021年に日本の東京都で開催された東京オリンピックでは銀メダルを獲得した。
2023年に日本の福岡市で開催された世界選手権では銀メダルを獲得した。2024年にアラブ首長国連邦のドーハで開催された世界選手権では銅メダルを獲得した。2024年にフランスのパリで開催されたパリオリンピックでは金メダルを獲得した。